# Ivan Mažuranić

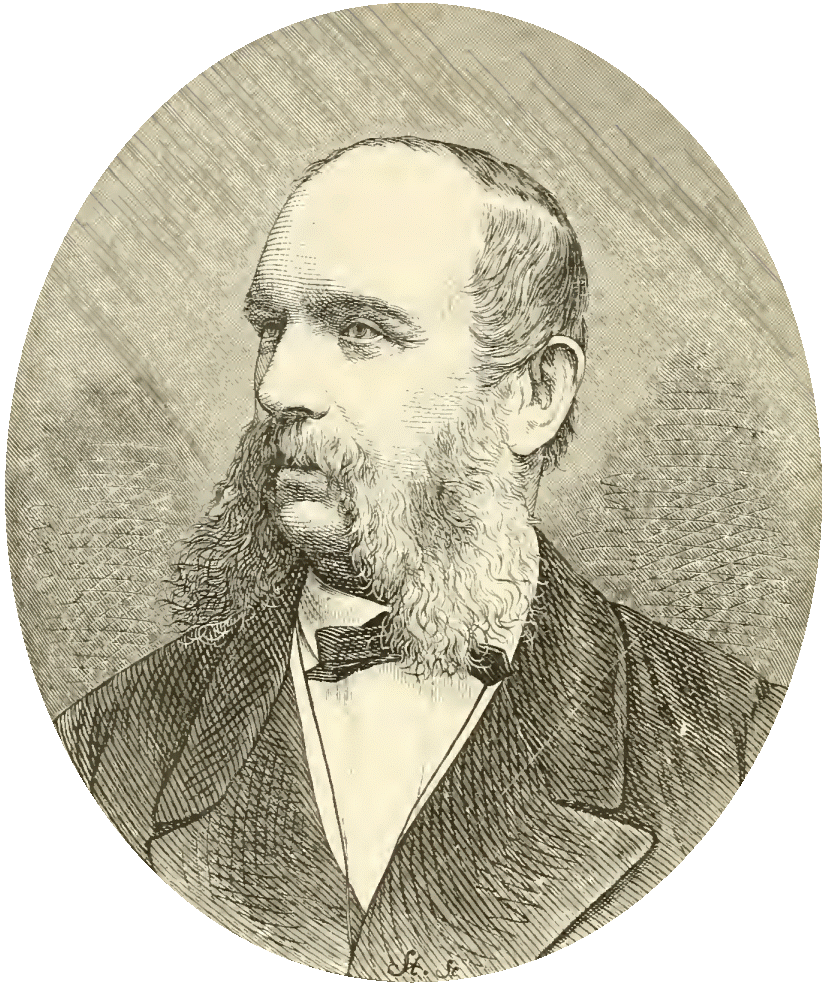
Ivan Mažuranić (Frontispiece zu
Cengic Aga’s Tod, Agram 1876)

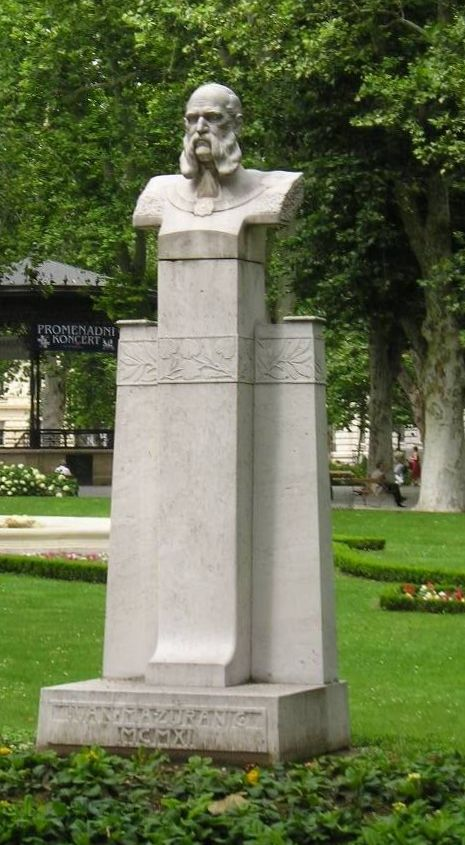
Denkmal Mažuranićs im Zrinjevacpark, Zagreb

Ivan Mažuranić [ˈiʋan maˈʒuranitɕ] (* 11. August 1814 in Novi Vinodolski; † 4. August 1890 in Zagreb) war ein Schriftsteller und Politiker. Er zählt zu den bedeutendsten Persönlichkeiten der kroatischen Nationalbewegung im 19. Jahrhundert.

## Jugend und Ausbildung
Mažuranić entstammte einer im kroatischen Küstenland ansässigen Bauernfamilie. Nach dem Besuch der deutschsprachigen Volksschule in seinem Geburtsort Novi Vinodolski setzte er seine Schulausbildung ab 1828 am Gymnasium von Rijeka fort, um 1833 ans Lyzeum in Zagreb zu wechseln, wo er mit Ljudevit Gaj und dessen Ideen vom Illyrismus in Berührung kam und sich davon begeistern ließ. Die Begegnung mit Gaj prägte Mažuranićs weiteres Leben entscheidend. Sowohl als Literat als auch als Politiker stellte er sich später ganz in den Dienst der nationalen kroatischen und südslawischen Sache. Seit seinem ersten Aufenthalt in Zagreb korrespondierte Mažuranić mit seiner Familie nur noch auf Kroatisch, während er vorher Deutsch geschrieben hatte.
Mažuranić erhielt 1834 ein Stipendium des ungarischen Staates und besuchte im Schuljahr 1834/35 das Lyzeum in Steinamanger. Zu jener Zeit veröffentlichte er seine ersten Gedichte in der Danica Ilirska, der ersten seit 1835 von Gaj herausgegebenen kroatischen Literaturzeitschrift. 1835 begann Mažuranić an der Zagreber Akademie sein Jurastudium; nach dessen Abschluss 1838 war er kurze Zeit in einer Anwaltskanzlei, hernach aber als Lehrer am Gymnasium der kroatischen Hauptstadt tätig.

## Literarische und politische Tätigkeit
1840 eröffnete Mažuranić in Karlovac eine eigene Kanzlei. 1841 promovierte er an der juristischen Fakultät in Pest und heiratete kurz darauf Aleksandra, die Schwester des Dichters Dimitrije Demeter. Im selben Jahr gab Mažuranić seine Kanzlei wieder auf und übernahm in Karlovac die Stelle des Armenkurators, die er bis 1849 bekleidete. 1842 veröffentlichte er gemeinsam mit Jakov Užarević ein deutsch-kroatisches Wörterbuch, 1844 erschien seine Ergänzung (14. u. 15. Gesang) des berühmten Epos Osman von Ivan Gundulić.
Mit seiner Schrift Hervati Magjarom (dt. „Die Kroaten an die Magyaren“) meldete sich Ivan Mažuranić im Frühjahr des Revolutionsjahres 1848 politisch zu Wort. Er formulierte darin die politische Linie der national gesinnten Kroaten: sprachliche und kulturelle Gleichberechtigung als Bedingung für den Verbleib im ungarischen Staatsverband, Erhalt und Ausbau der Autonomie Kroatien-Slawoniens. Mažuranić wurde in den kroatischen Landtag gewählt, wo er die wichtigsten Beschlussvorlagen formulierte, die die Stellung Kroatiens innerhalb der Habsburgermonarchie aus kroatischer Sicht neu definieren sollten. Im Juni 1848 wurde er von Ban Josip Jelačić in den neu gegründeten Banalrat berufen. Als Stellvertreter des Generalstaatsanwalts in Kroatien-Slawonien seit 1850 und als Generalstaatsanwalt des Landes seit 1854 war Mažuranić entscheidend an der Modernisierung des kroatischen Justizwesens beteiligt. Von 1858 bis 1872 war er Präsident der Kulturgesellschaft Matica Ilirska.
1860 wurde Mažuranić in das neu geschaffene kroatisch-slawonische Dikasterium zu Wien berufen. Diese im folgenden Jahr zur Hofkanzlei aufgewertete Behörde entstand im Zuge der neuen kaiserlichen Politik, die mit dem Oktoberdiplom von 1860 begann und den gescheiterten zentralistischen Neoabsolutismus ablöste.
Ivan Mažuranić wurde kroatisch-slawonischer Hofkanzler und gehörte dem 1861 gewählten Landtag an. Er gehörte zu den kroatischen Politikern, die durch enge Kooperation mit der Wiener Regierung und der Beteiligung am Verstärkten Reichsrat ein hohes Maß an Autonomie für ihr Heimatland erreichen wollten und die Wiedereingliederung in den ungarischen Staatsverband ablehnten. Gemeinsam mit Juraj Haulik und Ivan Kukuljević-Sakcinski war Mažuranić einer der Führer der 1863 gegründeten Selbständigen Nationalpartei (kroat. Samostalna Narodna Stranka). Seine Partei verlor aber 1865 die Wahlen, während die Befürworter einer Anlehnung Kroatiens an Ungarn gewannen. Deshalb trat Mažuranić als Hofkanzler zurück.
1867 kehrte Mažuranić ins politische Leben zurück. Er gehörte zur Delegation, die in Budapest über den ungarisch-kroatischen Ausgleich verhandelte. 1872 zum Präsidenten des Sabors gewählt, ernannte ihn Franz Joseph I. ein Jahr später auf Vorschlag der ungarischen Regierung zum Ban von Kroatien und Slavonien. Er war der erste und einzige Nichtadlige, der in dieses Amt berufen wurde. Als Regierungschef bemühte sich Mažuranić im Rahmen des Ausgleichs eine möglichst große Autonomie für sein Land zu erlangen. Erfolgreich führte er Reformen in der Verwaltung und im Schulwesen durch. Kroatisch wurde während seiner Amtszeit als alleinige Amtssprache durchgesetzt. Als Ban genoss Mažuranić das Vertrauen der ungarischen Regierung ebenso wie des Wiener Hofes, weil er sich der extrem nationalistischen Opposition im Umfeld der Rechtspartei entgegenstellte. 1880 trat Mažuranić im Zusammenhang mit Meinungsverschiedenheiten bei der Auflösung der Militärgrenze von seinem Amt zurück. Dies war das Ende seiner politischen Karriere, obwohl er 1886 noch einmal in den Sabor gewählt wurde. Bis zu seinem Tod im Jahr 1890 widmete sich Mažuranić nur mehr seiner literarischen Tätigkeit.

## Nachkommen
Ivan Mažuranićs Sohn Vladimir war Jurist und Rechtshistoriker, er verfasste die erste Biographie seines Vaters. Dessen Tochter Ivana Brlić-Mažuranić, die Enkelin des Bans, war eine bedeutende Schriftstellerin und Kinderbuchautorin.

## Werke
- Njemačko-ilirski slovar (Deutsch-illyrisches Wörterbuch, 1842).
- Smrt Smail-age Čengića (Der Tod des Smail Aga Čengić, Epos 1846), dt. u. a.: Cengic Aga’s Tod. aus dem Kroat. übertr. von Wilhelm Kienberger. Zagreb 1876.
- Hervati Magjarom (Die Kroaten an die Magyaren, 1848).
- Ivan Mažuranić: Sabrana djela. 4 Bde., hrsg. v. Ivo Frangeš i Milorad Živančević. Zagreb 1979. (Komplette Werkausgabe)
- Izabrani politički spisi. (Ausgewählte politische Schriften), hrsg. v. Dragutin Pavličević. Zagreb 1999.

Zahlreiche Gedichte und Prosatexte in verschiedenen Zeitschriften und Anthologien, später in verschiedenen Sammlungen neu herausgegeben, z. B.:
- Pjesme (Gedichte), hrsg. v. Vladimir Mažuranić. Zagreb 1895.